# Nassir Al Ghanim
Nassir Al Ghanim Al Enezi (arabe : ناصر الغانم العنزي), né le 4 avril 1961 au Koweït, est un footballeur international koweïtien, qui évoluait au poste de milieu de terrain.

## Biographie

### Carrière en équipe nationale
Avec l'équipe du Koweït, il joue cinq matchs dans les compétitions organisées par la FIFA, sans inscrire de but, entre 1981 et 1985.
Il dispute quatre matchs rentrant dans le cadre des éliminatoires du mondial 1982, et un match rentrant dans le cadre des éliminatoires du mondial 1986. 
Le sélectionneur brésilien Carlos Alberto Parreira le retient afin de participer à la Coupe du monde 1982 organisée en Espagne. Il ne joue toutefois aucun match lors de la phase finale du mondial.